# Eric Martinsson
Per Eric Gustav Martinsson, född 22 oktober 1992 i Klippan, är en svensk professionell ishockeyspelare som spelar för Växjö Lakers i SHL.
Han har tidigare spelat för Barys Nur-Sultan i KHL, Genève-Servette HC i NLA, Iowa Wild i AHL, Växjö Lakers,HV71 i SHL,  Rögle BK i Hockeyallsvenskan, Des Moines Buccaneers i USHL och Helsingborgs HC i Hockeyettan.
Hans första säsong i SHL spelades säsongen 2014/2015, och tog SM-guld samma säsong med Lakers.
Martinsson har vunnit två SM-guld med Lakers, 2015 och 2018.
Den 2 maj 2018 skrev han på ett ettårigt tvåvägskontrakt med Minnesota Wild i NHL. Han gjorde nio assist på 13 matcher för farmarlaget Iowa Wild i AHL innan han blev placerad på waivers den 27 november 2018. Den 29 november skrev han istället på ett kontrakt med Genève-Servette HC för resten av säsongen.
Martinsson spelar säsongen 2019/2020 och ytterligare två säsonger för HV71.

## Klubblag
- Åstorps IK Moderklubb
- Rögle BK 2008–2012, 2013–2014
- Helsingborgs HC 2012, 2014 (lån)
- Des Moines Buccaneers 2012–2013
- Växjö Lakers 2014–2018
- Iowa Wild 2018
- Genève-Servette HC 2018–2019
- HV71 2019–2021, 2022–
- Barys Nur-Sultan 2021–2022